# Saint-Juan
Saint-Juan är en kommun i departementet Doubs i regionen Bourgogne-Franche-Comté i östra Frankrike. Kommunen ligger i kantonen Baume-les-Dames som tillhör arrondissementet Besançon. År 2022 hade Saint-Juan 189 invånare.

## Befolkningsutveckling
Antalet invånare i kommunen Saint-Juan
Referens:INSEE